# Банников, Георгий Петрович
Гео́ргий Петро́вич Ба́нников (8 июля 1928, Астрахань — 1 апреля 2010, Саратов) — актёр театра и кино, театральный режиссёр, театральный педагог, заслуженный артист РСФСР (1968), заслуженный деятель искусств Российской Федерации (1996).

## Биография
Георгий Банников родился 8 июля 1928 года в Астрахани.
В 1950 году окончил актёрские курсы при театре имени Евг. Вахтангова (мастерская А. А. Орочко). После обучения работал на сцене Астраханского ТЮЗа. С 1956 года параллельно работал в Астраханском драматическом театре.
С 1968 по 1981 годы работал в Саратовском драматическом театре. В 1981 году перешёл в Саратовский театр оперетты где был главным режиссёром, а затем и художественным руководителем.
Совместно со своей супругой Р. И. Беляковой преподавал мастерство актёра в Саратовском театральном училище, а затем на театральном факультете Саратовской государственной консерватории им. Л. В. Собинова.

## Творчество

### Роли в театре

#### Саратовский драматический театр
- 1971 — «Идиот» Ф. М. Достоевского. Режиссёр: Яков Рубин — Ганя Иволгин[1][2]

### Фильмография
- 1974 — Сержант милиции
- 1979 — Особо опасные…
- 1984 — Иван Павлов. Поиски истины

## Признание и награды
- заслуженный артист РСФСР (1968)
- заслуженный деятель искусств Российской Федерации (1996)
- Лауреат II Саратовского областного фестиваля «Золотой Арлекин» «За преданное и верное служение театру» (2003)[3]